# Alchemilla angustiserrata
Alchemilla angustiserrata é uma espécie de rosácea do gênero Alchemilla, pertencente à família Rosaceae.